# Нормальна форма формули у логіці предикатів
Нормальна форма формули у логіці предикатів — це формула, яка містить лише операції кон'юнкції, диз'юнкції та кванторні операції, а операція заперечення відноситься до елементарних формул.
З допомогою рівностей алгебри висловлень й логіки предикатів кожну формулу логіки предикатів можна привести до нормальної формули.

## Теорема про нормальну форму
Теорема:
Кожна формула логіки предикатів має нормальну форму.
Доведення:
Перш ніж доводити теорему, встановимо 4 равносильності, які необхідні нам надалі. В них передбачається, що формула Н не містить вільної змінної х:
1. {\displaystyle \forall xW(x)\lor H=\forall x(W(x)\lor H)}
2. {\displaystyle \exists xW(x)\lor H=\exists x(W(x)\lor H)}
3. {\displaystyle \forall xW(x)\land H=\forall x(W(x)\land H)}
4. {\displaystyle \exists xW(x)\land H=\exists x(W(x)\land H)}

Встановимо першу з цих рівносильностей. Решта - аналогічно.

Нехай {\displaystyle \forall xW(x)\lor H} істинна для деякої області М. Тоді на М істинно чи {\displaystyle \forall xW(x)}, чи {\displaystyle H}. В першому випадку {\displaystyle W(x)} тотожно істинний на М предикат і через те, що {\displaystyle H} не містить х, {\displaystyle W(x)\lor H} теж тотожно істинний на М предикат, і тоді {\displaystyle \forall xW(x)\lor H} - істинно. У другому випадку, якщо істинно {\displaystyle H}, то істинно і {\displaystyle W(x)\lor H} незалежно від х, а значить {\displaystyle \forall x} з М.
Нехай тепер {\displaystyle \forall xW(x)\lor H} хибно. Тоді {\displaystyle \forall xW(x)} і {\displaystyle H} хибні. Тобто існує {\displaystyle {x_{0}}\in M}, такий що {\displaystyle W(x_{0})} хибно. Але тоді {\displaystyle W(x)\lor H} хибно, бо {\displaystyle \forall xW(x)\lor H} хибно.

Доведемо тепер теорему методом індукції. Для елементарних формул наше твердження істинне, бо вони самі є нормальними формами. Будь-яку формулу можна записати, використовуючи операції {\displaystyle \land ,\lor ,\neg ,}, тому достатньо показати, що якщо {\displaystyle W_{1}} і {\displaystyle W_{2}} мають нормальні форми, то і {\displaystyle \neg W_{1}}, {\displaystyle W_{1}\land W_{2}}, {\displaystyle W_{1}\lor W_{2}} теж мають нормальні форми. Нехай {\displaystyle W_{1}} і {\displaystyle W_{2}} мають нормальні форми {\displaystyle {\widetilde {W_{1}}}} і {\displaystyle {\widetilde {W_{2}}}}, де

{\displaystyle {\widetilde {W_{1}}}=\forall x_{1}...\forall x_{i}\exists x_{i+1}...\exists x_{n}V_{1}(x_{1}...x_{n})}
{\displaystyle {\widetilde {W_{1}}}=\exists y_{1}...\exists y_{i}\forall y_{i+1}...y_{m}V_{2}(y_{1}...y_{m})}

Тоді формулі {\displaystyle W_{1}\lor W_{2}} рівносильна формула {\displaystyle {\widetilde {W_{1}}}\lor {\widetilde {W_{2}}}}, яка може завжди бути приведена до нормальної форми з використанням рівностей 1 – 2:

{\displaystyle {\widetilde {W_{1}}}\lor {\widetilde {W_{2}}}=\forall x_{1}[\forall x_{2}...\forall x_{i}\exists x_{i+1}...\exists x_{n}V_{1}(x_{1}...x_{n})\lor \exists y_{1}...\exists y_{i}\forall y_{i+1}...y_{m}V_{2}(y_{1}...y_{m})]=\forall x_{1}...\forall x_{i}\exists x_{i+1}...\exists x_{n}\exists y_{1}...\exists y_{i}\forall y_{i+1}...y_{m}[V_{1}(x_{1}...x_{n})\lor V_{2}(y_{1}...y_{m})]}

Таким чином, отримана нормальна форма формули {\displaystyle W_{1}\lor W_{2}}. Аналогічно, з рівностей 3,4 отримаємо, що можна побудувати нормальну форму і для {\displaystyle W_{1}\land W_{2}}. Нарешті, якщо відома нормальна форма {\displaystyle {\widetilde {W_{1}}}} формули {\displaystyle {W_{1}}}, то нормальна форма {\displaystyle {\overline {W_{1}}}} має вигляд:
{\displaystyle {\overline {W_{1}}}={\overline {\forall x_{1}...\forall x_{i}\exists x_{i+1}...\exists x_{n}V_{1}(x_{1}...x_{n})}}=\exists x_{1}...\exists x_{i}\forall x_{i+1}...\forall x_{n}{\overline {V_{1}(x_{1}...x_{n})}}}

Таким чином встановлено, що будь-яка формула логіки предикатів має нормальну форму.

## Алгоритм приведення формули до нормальної форми
Для приведення формули до нормальної форми потрібно виконати наступні операції:
1. виключити операції {\displaystyle \rightarrow }, ~, якщо вони є;
2. зменшити область знаків заперечення;
3. перейменувати змінні так, щоб можна було винести квантори в початок формули.

## Приклад
{\displaystyle \neg (\forall xP(x)\rightarrow \exists xQ(x))=\neg (\neg (\forall xP(x))\lor \exists xQ(x))=\forall xP(x)\land \forall x\neg Q(x)=\forall xP(x)\land \forall y\neg Q(y)=\forall x\forall yP(x)\neg Q(y)}